# Platysenta inquieta
Platysenta inquieta là một loài bướm đêm trong họ Noctuidae.